# Teplafő
Koordináták: é. sz. 48° 29′ 55″, k. h. 18° 55′ 10″48.498492°N 18.919531°ETeplafő (1890-ig Tepla, szlovákul: Teplá) Teplafőszékely településrésze, 1964-ig önálló község Szlovákiában, a Besztercebányai kerületben, a Selmecbányai járásban.

## Fekvése
Selmecbányától 5 km-re északra fekszik. Egybeépült Saskőszékellyel, az egyesített község központi részét alkotja. Egyike Teplafőszékely két kataszteri területének, területe 11,9969 km².

## Története
1388-ban „Theplafew" alakban említik először. Ekkor a garamszentbenedeki bencés apátság birtoka, később a saskői váruradalom része, majd a 17. század végén a bányakamara tulajdona. 1536-ban 14 portája adózott. 1601-ben Saskőszékellyel együtt kocsmája és 41 háza volt. 1715-ben malma és 13 háztartása létezett. A 18. században sörfőzdéje üzemelt. 1828-ban 39 házában 265 lakos élt, akik főként mezőgazdasággal foglalkoztak; később azon kívül már a mezőgazdaságban, az erdőgazdaságban és a környék ipari üzemeiben is dolgoztak.
Vályi András szerint  „TEPLA. Tót falu Bars Várm. földes Ura a’ Kir. Kamara, lakosai katolikusok, fekszik Selmetzhez 1/2 mértföldnyire; határja hegyes."
Fényes Elek szerint  „Tepla, tót falu, Bars vmegyében, Selmecz és Szkleno közt: 265 kath. lak. Kath. paroch. templom. F. u. a kamara."
Bars vármegye monográfiája szerint: „Lenge, a selmeczbányai hegyek alatt fekvő tót kisközség, 373 róm. kath. vallású lakossal. Azelőtt Tepla volt a neve, melyet az alatta folyó hasonnevű pataktól kölcsönzött. A saskői uradalomhoz tartozott és így később a m. kir. kincstár tulajdonába ment át, melynek itt most is nagyobb erdőbirtoka van. Kath. temploma 1717-ben épült. Postája, távirója és vasúti állomása Bélabánya."
A trianoni békeszerződésig Bars vármegye Garamszentkereszti járásához tartozott.
1964-ben Saskőszékellyel egyesítették Podhorie néven.

## Népessége
1910-ben 416, túlnyomórészt szlovák lakosa volt.

## Nevezetességei
- Szűz Mária látogatása tiszteletére szentelt, római katolikus temploma késő gótikus stílusban épült, 1718-ban barokk stílusban építették át. A templom előtt álló önálló harangláb a templommal egy időben épült.

## Külső hivatkozások
- Teplafőszékely hivatalos oldala
- Községinfó[halott link]
- E-obce.sk Archiválva 2010. március 26-i dátummal a Wayback Machine-ben